# Пот (Техас)
Пот (англ. Poth) — місто (англ. town) в США, в окрузі Вілсон штату Техас. Населення — 1819 осіб (2020).

## Географія
Пот розташований за координатами 29°4′19″ пн. ш. 98°4′50″ зх. д. / 29.07194° пн. ш. 98.08056° зх. д. (29.072069, -98.080562).  За даними Бюро перепису населення США в 2010 році місто мало площу 8,26 км², з яких 8,20 км² — суходіл та 0,06 км² — водойми.

## Демографія
Згідно з переписом 2010 року, у місті мешкало 1908 осіб у 663 домогосподарствах у складі 512 родин. Густота населення становила 231 особа/км².  Було 722 помешкання (87/км²).
Расовий склад населення:
| - 86,6 % — білих - 0,8 % — чорних або афроамериканців - 0,4 % — корінних американців - 0,2 % — азіатів - 9,2 % — осіб інших рас |

До двох чи більше рас належало 2,7 %. Частка іспаномовних становила 57,1 % від усіх жителів.
За віковим діапазоном населення розподілялося таким чином: 29,0 % — особи молодші 18 років, 59,7 % — особи у віці 18—64 років, 11,3 % — особи у віці 65 років та старші. Медіана віку мешканця становила 34,7 року. На 100 осіб жіночої статі у місті припадало 95,1 чоловіків;  на 100 жінок у віці від 18 років та старших — 93,2 чоловіків також старших 18 років.
Середній дохід на одне домашнє господарство  становив 74 301 долар США (медіана — 60 750), а середній дохід на одну сім'ю — 76 199 доларів (медіана — 61 917). Медіана доходів становила 37 194 долари для чоловіків та 34 844 долари для жінок. За межею бідності перебувало 12,6 % осіб, у тому числі 14,4 % дітей у віці до 18 років та 19,7 % осіб у віці 65 років та старших.
Цивільне працевлаштоване населення становило 1070 осіб. Основні галузі зайнятості: освіта, охорона здоров'я та соціальна допомога — 26,0 %, роздрібна торгівля — 18,9 %, будівництво — 9,3 %, мистецтво, розваги та відпочинок — 7,3 %.